# Maladie polygénique
Une maladie polygénique est causée par l'altération de plusieurs gènes (à la différence des maladies monogéniques), ce qui constitue le cas le plus courant des maladies génétiques.
La phénylcétonurie est un exemple (parmi d'autres) de maladies polygéniques.
Une maladie polygénique est donc causée par plusieurs mutations concomitantes chez le même malade (la mutation A et la mutation B provoque la maladie); ceci est différent d'une maladie multigénique dont les symptômes peuvent apparaître chez deux patients qui ont des mutations différentes (la mutation A ou la mutation B provoque la maladie).